# Lei Aldir Blanc
A Lei Aldir Blanc - também chamada Lei Aldir Blanc de Emergência Cultural ou Lei Aldir Blanc de apoio à cultura - é como ficou denominada a Lei nº 14.017 de 29 de junho de 2020 elaborada pelo Congresso Nacional com a finalidade de atender ao setor cultural do Brasil, maior afetado com as medidas restritivas de isolamento social impostas em razão da pandemia de Covid-19, destinando para tal o valor de três bilhões de reais. A pandemia produziu um profundo impacto na lógica da produção cultural devido à necessidade de isolamento social para conter a doença, afetando a vivência, o convívio, a presença e outras formas de experiência coletiva. Dessa forma, o setor cultural foi o primeiro a paralisar e o último a retomas as atividades.

## Histórico
A Lei Aldir Blanc se constrói a partir de uma junção de diversas forças politicas e sociais frente ao desconhecido impacto causado pela pandemia e pela proibição de atividades presenciais. A partir da necessidade, surge um movimento social de trabalhadores da cultura dentro do ciberespaço ("Movimento Social Emergência Cultural"), atuando de forma alinhada em diversas plataformas digitais para consolidar fontes de informação, divulgar a situação precária dos trabalhadores da cadeia produtiva da cultura e fazer pressões políticas estratégia em senadores, deputados federais e seus assessores, como forma de produzir uma legislação que apoiasse o setor nesse momento difícil, visto que diversos outros setores foram socorridos pelo Estado na situação emergencial da pandemia.
A lei homenageia o músico Aldir Blanc, um dos primeiros artistas mortos em razão da pandemia. O projeto de lei 1.075/2020 foi iniciativa da deputada Benedita da Silva (PT), e na explicação de sua ementa (justificativa) dizia que: "Determina à União o repasse de três bilhões de reais aos Estados, ao DF e aos Municípios para aplicação em ações emergenciais de apoio ao setor cultural, inclusive custeio de renda emergencial mensal para os trabalhadores da cultura. Faculta às instituições financeiras federais a criação de linhas de crédito especiais e a concessão de condições especiais para renegociação de débitos. Prorroga os prazos para aplicação de recursos, realização de atividades culturais e prestação de contas de projetos culturais já aprovados pelo órgão responsável pela área de cultura. Incentiva a realização de atividades culturais que possam ser transmitidas pela internet."

## Regulamentação federal
A lei foi regulamentada no plano federal por meio do Decreto Legislativo nº 10.464, de 17 de agosto de 2020, onde o montante foi dividido ficando 1,5 bilhão de reais para os estados e igual valor para os municípios; para isto os valores foram disponibilizados à Secretaria de Cultura através da "Plataforma +Brasil" onde os entes federados deverão se inscrever e preencher os requisitos para a liberação dos recursos.
Segundo este regulamento, "entende-se como trabalhador e trabalhadora da cultura, as pessoas que participam da cadeia produtiva dos segmentos artísticos e culturais, incluídos artistas, contadores de histórias, produtores, técnicos, curadores, oficineiros e professores de escolas de arte e capoeira”.

## Beneficiários
Dois são os tipos básicos de beneficiários do auxílio emergencial da Aldir Blanc: pessoas físicas, que englobam os profissionais do setor artístico e cultural, e entidades culturais afetadas em suas atividades.
No primeiro caso, individual, o beneficiário tem direito ao recebimento de três parcelas no valor de seiscentos reais cada; para tanto não poderia ter recebido outro tipo de benefício (salvo o Bolsa Família) e, ainda, não ter apurado no exercício de 2018 uma renda superior a R$ 28.559,70; em cada família somente um máximo de duas pessoas podem ser beneficiadas, com ressalva para os casos em famílias chefiadas por mulher, que receberão duas cotas; os postulantes também deveriam comprovar o exercício do trabalho artístico nos últimos dois anos; a renda mensal familiar a ser comprovada por pessoa deve ser de até meio salário mínimo ou renda total de até três salários-mínimos.
No segundo caso, que incluem "pontos e pontões de cultura, teatros independentes, escolas de música, dança e artes, circos, bibliotecas comunitárias, centros culturais, espaços de povos tradicionais, cineclubes, livrarias, estúdios de fotografia, ateliês de pintura e moda, feiras de arte e artesanato e espaços de literatura e poesia", foi exigida a contrapartida da realização de atividades para alunos da rede pública de ensino ou para a comunidade, de modo gracioso.